# Battaglia di Fraga
La battaglia di Fraga venne combattuta nel luglio 1134 tra l'esercito cristiano di Alfonso I d'Aragona e varie forze almoravidi. Gli Almoravidi riuscirono ad avere la meglio.

## Introduzione
Nella seconda metà dell'XI secolo i sovrani d'Aragona e i conti di Barcellona e Urgel cercavano in ogni modo di riconquistare i territori della Spagna sottoposti al dominio musulmano.

## La battaglia
Nel 1134 Alfonso I d'Aragona, detto il battagliero, che da qualche anno aveva iniziato una spedizione militare contro gl'"infedeli", dopo alcuni buoni successi iniziali, arrivò ad assediare Fraga. L'assedio durava 3 messi, quando Ben Ganiya chegó con forze almoravidi: era il martes 17 giulio de 1134.
L'emiro di Cordoba, alla testa di 2 000 cavalieri, si diresse verso la città immediatamente sostenuto dall'emiro di Murcia e Valencia e dal governatore di Lerida, che inviarono rispettivamente 500 e 200 cavalieri.
Vista la superiorità numerica delle sue forze, Alfonso I si mise alla testa dell'esercito lanciandosi all'attacco. Ben presto però le truppe musulmane ebbero la meglio e Alfonso il battagliero fu costretto alla fuga. Gran parte dei cavalieri di Alfonso perì in battaglia, mentre il vescovo di Lescar, Guy de Lons, che aveva personalmente partecipato alla campagna di Alfonso ed alla battaglia di Fraga, venne preso prigioniero, accecato e liberato solo dopo il pagamento di un grosso riscatto.
Il re d'Aragona morì 54 giorni più tardi (Poleñino, 7 de settembro de 1134) depois de avvere assediato il castello di Lizana, nel norte de l'Aragona. Foi sepultato nel monasterio di Montearagona.